# Birdham
Birdham – wieś w Anglii, w hrabstwie West Sussex, w dystrykcie Chichester. Leży 6 km na południowy zachód od miasta Chichester i 93 km na południowy zachód od Londynu. W 2001 miejscowość liczyła 1408 mieszkańców.